# 아르노 디 파스쿠알
아르노 디 파스쿠알(프랑스어: Arnaud Di Pasquale, 1979년 2월 11일~)은 프랑스의 전직 테니스 선수로 2000년 하계 올림픽에서 남자 단식 동메달을 획득했다.